# Nekrolog 2. Quartal 1980
Nekrolog
◄◄
| ◄
| 1976
| 1977
| 1978
| 1979
| 1980 | 1981 | 1982 | 1983 | 1984 | ► | ►►
1. Quartal |
2. Quartal |
3. Quartal |
4. Quartal 1980
Weitere Ereignisse | Allgemeiner Nekrolog 1980
Die Beschreibung der verstorbenen Person sollte so kurz wie möglich gehalten sein und nur deren signifikante Tätigkeit(en) enthalten.
Neue Namen ggf. auch unter dem Geburts- und Sterbedatum, also etwa unter 1. Januar und im Geburts- und Sterbejahr (2024) eintragen (nur bei entsprechender großer Wichtigkeit). Für Beispiele siehe die schon vorhandenen Artikel.
Außerdem über die fünf zuletzt Verstorbenen, zu denen es einen ausreichend guten Artikel für eine Präsentation auf der Hauptseite gibt, nach der todesbedingten Überarbeitung der Artikel ggf. auch unter Wikipedia Diskussion:Hauptseite informieren und sie am besten auch in den anderen Wikipedia-Sprachversionen eintragen. Tipp: Regelmäßig bei news.google.de nach „ist tot“, „gestorben“ oder „verstorben“ suchen.
Wenn eine Person gestorben ist, gibt es viele Seiten zu dieser Person in der Wikipedia, die davon auch betroffen sind und entsprechend aktualisiert werden müssen. Beispiele: Namenübersichtsseite, Geburtsjahr, Geburtsort-Seiten und viele mehr.
Wie finde ich die betroffenen Seiten?
Im Suchfeld auf der linken Seite gibt man den Suchbegriff so ein: „Vorname Nachname“. Dann klickt man auf Volltext und alle Seiten mit entsprechendem Suchtext werden aufgerufen. Hier sieht man dann schnell, wo auch das Todesjahr Sinn macht oder sogar ein Teil des Artikels angepasst werden muss. Auch hilft das „Werkzeug“ auf der linken Seite sehr gut, um solche Seiten aufzufinden: „Links auf diese Seite“. Somit ist die Wikipedia wieder aktuell in allen Bereichen! Hinweis: bei Eintragung der Kategorie „Gestorben JAHR“ wird der Missbrauchsfilter 49 ausgelöst, was jedoch nicht schlimm ist. Siehe: Spezial:Missbrauchsfilter/49
Dies ist eine Liste von im zweiten Quartal 1980 verstorbenen bekannten Persönlichkeiten. Die Einträge erfolgen innerhalb der einzelnen Daten alphabetisch sortiert. Tiere sind im Nekrolog für Tiere zu finden.

## April
| Tag       | Name                                        | Beruf, bekannt als                                                                                              | Alter | Beleg |
| --------- | ------------------------------------------- | --- | ----- | ----- |
| 1. April  | Joachim Ansorge                             | deutscher Synchronsprecher und Schauspieler                                                                     | 40    |       |
| 1. April  | Georg Geißler                               | deutscher Pädagoge                                                                                              | 77    |       |
| 1. April  | Gomi Kōsuke                                 | japanischer Schriftsteller                                                                                      | 58    |       |
| 1. April  | Ernst Siegfried Hansen                      | dänischer Chefredakteur und Generalsekretär des Bundes deutscher Nordschleswiger                                | 62    |       |
| 1. April  | Ernst Johann                                | deutscher Schriftsteller und Journalist                                                                         | 70    |       |
| 1. April  | Oldwig von Natzmer                          | deutscher Generalleutnant                                                                                       | 75    |       |
| 2. April  | Othmar Baier                                | deutscher Mathematiker                                                                                          | 74    |       |
| 2. April  | Václav Bobek                                | tschechoslowakischer Autorennfahrer                                                                             | 66    |       |
| 2. April  | Maria Helena Johanna Fermin                 | niederländische Romanistin, Italianistin und Räto-Romanistin                                                    | 82    |       |
| 2. April  | Harold Lester Johnson                       | US-amerikanischer Astronom                                                                                      | 58    |       |
| 2. April  | Willy Körner                                | deutscher Verwaltungsbeamter                                                                                    | 69    |       |
| 2. April  | Stanley Forman Reed                         | US-amerikanischer Jurist, Richter am Obersten Gerichtshof der Vereinigten Staaten                               | 95    |       |
| 2. April  | Pascual de Rogatis                          | argentinischer Komponist                                                                                        | 99    |       |
| 2. April  | George Wallach                              | britischer Cross- und Langstreckenläufer                                                                        | 97    |       |
| 3. April  | Jan Betley                                  | polnischer Maler und Pädagoge                                                                                   | 72    |       |
| 3. April  | Edward C. Bullard                           | britischer Geophysiker                                                                                          | 72    |       |
| 3. April  | Ernst Hamburger                             | deutsch-amerikanischer Beamter, Politiker (SPD) und Autor                                                       | 89    |       |
| 3. April  | Robert Lemaignen                            | französischer Politiker und EWG-Kommissar                                                                       | 87    |       |
| 4. April  | Max Brand                                   | österreichisch-amerikanischer Komponist                                                                         | 83    |       |
| 4. April  | Wilhelm Claussen                            | deutscher Staatssekretär im Bundesarbeitsministerium                                                            | 78    |       |
| 4. April  | Hans-Joachim Eick                           | deutscher Botschafter                                                                                           | 54    |       |
| 4. April  | Aleksander Ford                             | polnischer Filmregisseur                                                                                        | 71    |       |
| 4. April  | Jonas Gudauskis                             | litauischer Jurist, Politiker und Justizminister Litauens                                                       | 90    |       |
| 4. April  | Lisa Niebank                                | deutsche Pädagogin und Antifaschistin                                                                           | 66    |       |
| 4. April  | András Pernye                               | ungarischer Musikwissenschaftler und Autor                                                                      | 51    |       |
| 4. April  | Red Sovine                                  | US-amerikanischer Country-Sänger                                                                                | 61    |       |
| 4. April  | Władysław Tatarkiewicz                      | polnischer Philosoph und Ethiker                                                                                | 94    |       |
| 4. April  | Bell Irvin Wiley                            | US-amerikanischer Historiker                                                                                    | 74    |       |
| 5. April  | Emilie Boer                                 | deutsche Altphilologin und Astronomie-Historikerin                                                              | 85    |       |
| 5. April  | Max Cetto                                   | deutsch-mexikanischer Architekt                                                                                 | 77    |       |
| 5. April  | Richard Habermehl                           | deutscher Meteorologe                                                                                           | 89    |       |
| 05. April | Georges Piot                                | französischer Ruderer                                                                                           | 83    |       |
| 5. April  | Frieda Schäfer                              | deutsche Politikerin, MdL                                                                                       | 76    |       |
| 5. April  | Hans Vogel                                  | deutscher Tropenmediziner und Parasitologe                                                                      | 80    |       |
| 6. April  | Hans Adt                                    | deutscher Papierindustrieller                                                                                   | 91    |       |
| 6. April  | Antonio Battistella                         | italienischer Schauspieler                                                                                      | 67    |       |
| 6. April  | John Collier                                | britisch-amerikanischer Schriftsteller                                                                          | 78    |       |
| 6. April  | Werner Oehlschläger                         | deutscher Schauspieler, Kabarettist und Regisseur                                                               | 75    |       |
| 06. April | Frank Saker                                 | kanadischer Kanute                                                                                              | 72    |       |
| 7. April  | John Hans Adler                             | US-amerikanischer Entwicklungsökonom                                                                            | 67    |       |
| 7. April  | Michel Delesalle                            | französischer Eishockeyspieler                                                                                  | 72    |       |
| 7. April  | Charles Frederick Goodeve                   | kanadischer Chemiker und Marineoffizier                                                                         | 76    |       |
| 7. April  | Jürgen von dem Knesebeck                    | deutscher Politiker (NSDAP), MdR                                                                                | 91    |       |
| 7. April  | Maria Michi                                 | italienische Schauspielerin                                                                                     | 58    |       |
| 7. April  | Ernst Oberhoff                              | deutscher Maler, Plastiker und Grafiker                                                                         | 73    |       |
| 7. April  | Alexandrine von Preußen                     | deutsche Prinzessin, Mitglied aus dem Hause Hohenzollern                                                        | 65    |       |
| 7. April  | Jakob Rosenberg                             | deutsch-amerikanischer Kunsthistoriker                                                                          | 86    |       |
| 8. April  | Boy Edgar                                   | niederländischer Jazz-Trompeter                                                                                 | 65    |       |
| 8. April  | Beatrix Havergal                            | britische Gärtnerin                                                                                             | 78    |       |
| 8. April  | Luis Mario Martínez de Lejarza Valle        | spanischer Ordensgeistlicher, Weihbischof in Guatemala                                                          | 57    |       |
| 8. April  | Lionel Parent                               | kanadischer Sänger und Komponist                                                                                |       |       |
| 8. April  | Vincenzo Pinton                             | italienischer Säbelfechter                                                                                      | 66    |       |
| 8. April  | Ljudmila Tatjanitschewa                     | sowjetische Journalistin und Dichterin                                                                          | 64    |       |
| 9. April  | Aage Gerhardt Drachmann                     | deutscher Althistoriker und Bibliothekar                                                                        | 88    |       |
| 9. April  | Karl Groß                                   | 36. Abt der Benediktinerabtei Ettal                                                                             | 72    |       |
| 9. April  | Hellmuth Mayer                              | deutscher Rechtswissenschaftler und Kriminologe                                                                 | 84    |       |
| 9. April  | Hans Rameau                                 | deutscher Schauspieler und Drehbuchautor                                                                        | 78    |       |
| 9. April  | Wiktor Nikolajewitsch Werzner               | russischer Physiker und Hochschullehrer                                                                         | 70    |       |
| 10. April | Ernst-Arnošt Gottlieb                       | tschechoslowakischer Sportler                                                                                   | 87    |       |
| 10. April | Kay Medford                                 | US-amerikanische Theater- und Filmschauspielerin                                                                | 65    |       |
| 10. April | Karl Hermann Pillney                        | österreichischer Konzertpianist                                                                                 | 84    |       |
| 10. April | Antonia White                               | britische Schriftstellerin                                                                                      | 81    |       |
| 11. April | Maurice Blomme                              | belgischer Radrennfahrer                                                                                        | 53    |       |
| 11. April | Cousin Emmy                                 | US-amerikanische Country-Sängerin, Entertainerin, Multiinstrumentalistin und Songwriterin                       | 77    |       |
| 11. April | Gregor Hartl                                | deutscher Politiker (CSU), Landrat und Senator (Bayern)                                                         | 78    |       |
| 11. April | Charlotte Henry                             | US-amerikanische Schauspielerin                                                                                 | 66    |       |
| 11. April | Ümit Kaftancıoğlu                           | türkischer Journalist, Schriftsteller und Radiomoderator                                                        |       |       |
| 11. April | Thomas Macdonald                            | neuseeländischer Politiker                                                                                      | 81    |       |
| 11. April | Pankraz Stollenmayer                        | österreichischer Benediktiner, Lehrer und Geschichtsforscher                                                    | 91    |       |
| 11. April | Heinrich Zimmermann                         | deutscher Theologe und Neutestamentler                                                                          | 65    |       |
| 12. April | Maria Dietz                                 | deutsche Politikerin und MdB                                                                                    | 86    |       |
| 12. April | Adolf Ehrecke                               | deutscher Nationalsozialist; Gauleiter im Saargebiet                                                            | 80    |       |
| 12. April | Clark McConachy                             | englischer Billard- und Snookerspieler                                                                          | 84    |       |
| 12. April | Arkadi Sewerny                              | russischer Chansonsänger                                                                                        | 41    |       |
| 12. April | Hanna Stephan                               | deutsche Schriftstellerin                                                                                       | 77    |       |
| 12. April | William R. Tolbert junior                   | liberianischer Politiker, Präsident (1971–1980), Präsident des Baptistischen Weltbundes (1965–1970)             | 66    |       |
| 12. April | Sonja Wigert                                | norwegische Schauspielerin                                                                                      | 66    |       |
| 13. April | Gustav Albrecht                             | deutscher Verwaltungsjurist                                                                                     | 78    |       |
| 13. April | Frank Crowley                               | US-amerikanischer Leichtathlet                                                                                  | 70    |       |
| 13. April | Abel Ferreira                               | brasilianischer Klarinettist, Saxophonist und Komponist                                                         | 65    |       |
| 13. April | Otto Freytag                                | deutscher Maler der Moderne                                                                                     | 92    |       |
| 13. April | Josef Gallmeier                             | deutscher Kaufmann und Politiker (BVP, CSU), Oberbürgermeister und MdL Bayern                                   | 73    |       |
| 13. April | Markus Höttinger                            | österreichischer Rennfahrer                                                                                     | 23    |       |
| 13. April | Helmuth Koschorke                           | deutscher Polizeibeamter und Sachbuchautor                                                                      | 74    |       |
| 13. April | Fritz Meyer                                 | deutscher Politiker (DP), MdL                                                                                   | 78    |       |
| 13. April | Rolf Sommer                                 | deutscher Fußballspieler                                                                                        | 59    |       |
| 13. April | Karl Stegger                                | dänischer Schauspieler                                                                                          | 67    |       |
| 13. April | Ludwig Ulrich                               | deutscher Landwirt und Politiker (BCSV, CDU)                                                                    | 83    |       |
| 14. April | Shimen Dzigan                               | polnischer Schauspieler                                                                                         | 75    |       |
| 14. April | Robert Ernst                                | deutsch-elsässischer Volkstumspolitiker, 1941 nationalsozialistischer Oberbürgermeister von Straßburg           | 83    |       |
| 14. April | Tom Fadden                                  | US-amerikanischer Schauspieler                                                                                  | 85    |       |
| 14. April | Raymond Lantier                             | französischer Prähistoriker                                                                                     | 93    |       |
| 14. April | Arthur Pearson                              | britischer Politiker (Labour Party)                                                                             | 83    |       |
| 14. April | Gianni Rodari                               | italienischer Schriftsteller                                                                                    | 59    |       |
| 14. April | Toki Zenmaro                                | japanischer Journalist, Literaturwissenschaftler und Lyriker                                                    | 94    |       |
| 15. April | Walther Allgöwer                            | Schweizer Politiker                                                                                             | 67    |       |
| 15. April | Raymond Bailey                              | US-amerikanischer Schauspieler                                                                                  | 75    |       |
| 15. April | Wendell Hoss                                | US-amerikanischer Hornist                                                                                       | 87    |       |
| 15. April | Wilmar Sabaß                                | deutscher Ingenieur und Politiker, MdB                                                                          | 77    |       |
| 15. April | Jean-Paul Sartre                            | französischer Philosoph und Begründer des französischen Existenzialismus                                        | 74    |       |
| 16. April | Willi Dieker                                | deutscher Politiker (SED), Wirtschaftsminister von Sachsen-Anhalt                                               | 76    |       |
| 16. April | C. O. Gjerløv-Knudsen                       | dänischer Architekt und Autor                                                                                   | 88    |       |
| 16. April | Heinrich Graf von Hardenberg                | deutscher Diplomat                                                                                              | 77    |       |
| 16. April | George Alfred Mitchell                      | US-amerikanischer Erfinder und Filmschaffender                                                                  | 91    |       |
| 16. April | Hans Heinrich Redlhammer                    | deutscher Diplomat und Kommunalpolitiker                                                                        | 88    |       |
| 16. April | Karl Sachs                                  | Schweizer Elektrotechniker                                                                                      | 93    |       |
| 16. April | Marie Luise Scherer                         | deutsche Malerin und Illustratorin von Kinderbüchern                                                            | 76    |       |
| 16. April | Josef Schmitt                               | deutscher Fußballspieler                                                                                        | 72    |       |
| 16. April | Alf Sjöberg                                 | schwedischer Theater- und Filmregisseur                                                                         | 76    |       |
| 16. April | Morris Stoloff                              | US-amerikanischer Dirigent und Filmkomponist                                                                    | 81    |       |
| 17. April | August Baumgarte                            | deutscher Kommunist                                                                                             | 75    |       |
| 17. April | Anna Dengel                                 | österreichische Ärztin und Ordensgründerin                                                                      | 88    |       |
| 17. April | Ernst Morawec                               | österreichischer Violinist, Bratschist und Musikpädagoge                                                        | 85    |       |
| 17. April | Humberto Tozzi                              | brasilianischer Fußballspieler                                                                                  | 46    |       |
| 18. April | Gerhard Fricke                              | deutscher Germanist, Literaturwissenschaftler und -historiker                                                   | 78    |       |
| 18. April | Wassili Gawrilowitsch Grabin                | russischer Konstrukteur                                                                                         | 80    |       |
| 18. April | Stig Guldberg                               | dänischer Pädagoge, Gründer des Guldberg-Plans                                                                  | 63    |       |
| 18. April | Poul Kjærholm                               | dänischer Designer                                                                                              | 51    |       |
| 18. April | Paula Lauenstein                            | deutsche Malerin und Zeichnerin                                                                                 | 81    |       |
| 18. April | Hans-Georg Leyser                           | deutscher Offizier, zuletzt Generalmajor im Zweiten Weltkrieg                                                   | 83    |       |
| 18. April | Otto Meyer                                  | US-amerikanischer Filmeditor                                                                                    | 78    |       |
| 18. April | Ernst Posner                                | deutscher Archivar                                                                                              | 87    |       |
| 18. April | Erwin Uehlinger                             | Schweizer Pathologe und Hochschullehrer                                                                         | 80    |       |
| 18. April | Hans Werner                                 | österreichischer Dichter, Autor und Liedtexter                                                                  | 81    |       |
| 18. April | Wilhelm Wulff                               | deutscher Maler und Bildhauer                                                                                   | 88    |       |
| 19. April | Tony Beckley                                | englischer Schauspieler                                                                                         | 50    |       |
| 19. April | Hans-Joachim von Braunmühl                  | deutscher Magnetbandpionier                                                                                     | 79    |       |
| 19. April | Reinhard Cherubim                           | deutscher Schachspieler, Schachjournalist, Schachfunktionär und Spezialist für Bewertungssysteme                | 73    |       |
| 19. April | Maria Hussa                                 | österreichische Opernsängerin                                                                                   | 86    |       |
| 20. April | Dante Agostini                              | französischer Schlagzeuger und Schlagzeuglehrer italienischer Herkunft                                          | 59    |       |
| 20. April | Günther Ballier                             | deutscher Film- und Theaterschauspieler und Synchronsprecher                                                    | 79    |       |
| 20. April | Ronnie Boykins                              | US-amerikanischer Jazzmusiker                                                                                   | 44    |       |
| 20. April | Ludwig Gillitzer                            | deutscher Verwaltungsjurist und Ministerialdirektor                                                             | 74    |       |
| 20. April | J. A. Holman                                | tschechoslowakischer Regisseur, Drehbuchautor und Filmproduzent                                                 | 79    |       |
| 20. April | Friedrich Huth                              | deutscher Politiker (BVP, CSU), MdR, MdL                                                                        | 87    |       |
| 20. April | Dwight Smithson Jeffers                     | US-amerikanischer Forstwissenschaftler                                                                          | 96    |       |
| 20. April | Helmut Käutner                              | deutscher Filmregisseur und Schauspieler                                                                        | 72    |       |
| 20. April | Hilde Konetzni                              | österreichische Opernsängerin (lyrisch-dramatischer Sopran)                                                     | 75    |       |
| 20. April | Heinrich Köppler                            | deutscher Jurist und Politiker, MdB, MdL                                                                        | 54    |       |
| 20. April | Bernhard Joseph Kripp                       | österreichischer Diplomat                                                                                       | 83    |       |
| 20. April | Theo Mack                                   | deutscher Schauspieler                                                                                          | 76    |       |
| 20. April | Félix Welkenhuysen                          | belgischer Fußballspieler                                                                                       | 71    |       |
| 21. April | Ľudovít Fulla                               | slowakischer Maler und Graphiker                                                                                | 77    |       |
| 21. April | Walther Hug                                 | Schweizer Rechtswissenschafter                                                                                  | 82    |       |
| 21. April | Alexander Iwanowitsch Oparin                | sowjetischer Biochemiker                                                                                        | 86    |       |
| 21. April | Theo Rutten                                 | niederländischer Psychologe, Hochschullehrer und Politiker                                                      | 80    |       |
| 21. April | Sohrab Sepehri                              | iranischer Dichter und Maler der Moderne                                                                        | 51    |       |
| 21. April | Alfred Teichmann                            | deutscher Landschaftsmaler                                                                                      | 76    |       |
| 22. April | Olga Brückner                               | deutsche Politikerin (SPD, SED), MdL                                                                            | 80    |       |
| 22. April | Helmuth Ellgaard                            | deutscher Pressezeichner und Illustrator                                                                        | 67    |       |
| 22. April | August von Finck senior                     | deutscher Bankier                                                                                               | 81    |       |
| 22. April | Edige Mustafa Kirimal                       | türkischer Politiker krim-tatarischer Herkunft                                                                  |       |       |
| 22. April | Jan Liwacz                                  | polnischer Häftling im KZ Auschwitz I                                                                           | 81    |       |
| 22. April | Maurice Parturier                           | französischer Arzt, Romanist und Literarhistoriker                                                              | 91    |       |
| 22. April | James A. A. Pierre                          | liberianischer Jurist und Justizminister                                                                        | 71    |       |
| 22. April | Fritz Straßmann                             | deutscher Chemiker                                                                                              | 78    |       |
| 23. April | Albert Alder                                | Schweizer Mediziner                                                                                             | 91    |       |
| 23. April | Otto Franzmeier                             | deutscher Lehrer und Schriftsteller                                                                             | 94    |       |
| 23. April | Sergio Goity                                | chilenischer Fußballspieler                                                                                     | 50    |       |
| 23. April | Alfredo Poledrini                           | italienischer Geistlicher, römisch-katholischer Erzbischof und Diplomat des Heiligen Stuhls                     | 65    |       |
| 23. April | Lawrence H. Wells                           | britisch-südafrikanischer Anthropologe, Archäologe, Paläontologe und Anatom                                     | 72    |       |
| 24. April | Alejo Carpentier                            | kubanisch-französischer Schriftsteller                                                                          | 75    |       |
| 24. April | Thomas K. Finletter                         | US-amerikanischer Politiker                                                                                     | 86    |       |
| 24. April | Reinhold Krause                             | deutscher Religionspädagoge sowie rassistisch-antisemitischer Vertreter und Obmann der Deutschen Christen in... | 86    |       |
| 24. April | Arlin Turner                                | amerikanischer Literaturwissenschaftler                                                                         | 70    |       |
| 25. April | Mario Bava                                  | italienischer Filmregisseur, Kameramann und Drehbuchautor                                                       | 65    |       |
| 25. April | Rudolf Klieber                              | deutscher Politiker (NSDAP), MdR                                                                                | 79    |       |
| 25. April | Richard Lert                                | österreichisch-US-amerikanischer Dirigent                                                                       | 94    |       |
| 25. April | Katia Mann                                  | deutsche Ehefrau von Thomas Mann                                                                                | 96    |       |
| 25. April | Albert Tönjes                               | deutscher Politiker (SPD)                                                                                       | 60    |       |
| 26. April | Cicely Courtneidge                          | britische Bühnen-, Film- und Fernsehschauspielerin                                                              | 87    |       |
| 26. April | August Guyer                                | Schweizer Chemiker                                                                                              | 82    |       |
| 26. April | Franziska Kinz                              | österreichische Schauspielerin                                                                                  | 83    |       |
| 26. April | Herbert Pomp                                | deutscher Parteifunktionär (KPD/SED), Widerstandskämpfer                                                        | 71    |       |
| 26. April | Georg Schnadel                              | deutscher Schiffsbauer und Hochschullehrer                                                                      | 88    |       |
| 26. April | Heinz Schöbel                               | deutscher Sportfunktionär, Präsident des NOK der DDR und Mitglied des IOC                                       | 66    |       |
| 26. April | Irene Ward, Baroness Ward of North Tyneside | britische Politikerin (Conservative Party), Mitglied des House of Commons                                       | 85    |       |
| 27. April | Erwin Dauner                                | deutscher Bildhauer                                                                                             | 86    |       |
| 27. April | Theodor Frisch                              | deutscher Politiker                                                                                             | 66    |       |
| 27. April | Wilhelm Kammann                             | deutscher Politiker (SPD), MdL                                                                                  | 57    |       |
| 27. April | Anni Mewes                                  | deutsche Schauspielerin                                                                                         | 84    |       |
| 27. April | Guido Frederico João Pabst                  | brasilianischer Botaniker und Geschäftsführer einer Fluggesellschaft                                            | 65    |       |
| 27. April | Lothar Popp                                 | deutscher Revolutionär und Politiker (Novemberrevolution), MdHB                                                 | 93    |       |
| 27. April | Albino Principe                             | italienischer Schauspieler, Filmregisseur und -produzent                                                        | 74    |       |
| 27. April | Alfred Verdross                             | österreichischer Diplomat und Völkerrechtler                                                                    | 90    |       |
| 28. April | Andrija Anković                             | jugoslawischer Fußballspieler und -trainer                                                                      | 42    |       |
| 28. April | Armand H. Cote                              | US-amerikanischer Politiker                                                                                     | 71    |       |
| 28. April | Chino Pozo                                  | kubanischer Percussionist                                                                                       | 64    |       |
| 28. April | Vittore Ugo Righi                           | italienischer Geistlicher, römisch-katholischer Erzbischof und vatikanischer Diplomat                           | 70    |       |
| 28. April | Adolf Schmidt                               | deutscher KZ-Überlebender, Antifaschist und Kommunist                                                           | 93    |       |
| 28. April | Rudolf Sieverts                             | deutscher Rechtswissenschaftler und Kriminologe                                                                 | 76    |       |
| 28. April | Kurt von Tannstein                          | deutscher Botschafter                                                                                           | 72    |       |
| 29. April | Robert Gies                                 | deutscher Politiker (SPD), MdL                                                                                  | 76    |       |
| 29. April | Alfred Hitchcock                            | britischer Filmregisseur und Filmproduzent                                                                      | 80    |       |
| 30. April | Harold Robert Aaron                         | US-amerikanischer Offizier, Lieutenant General der US Army                                                      | 58    |       |
| 30. April | Stanisław Gołąb                             | polnischer Mathematiker                                                                                         | 77    |       |
| 30. April | Sigurd Kander                               | schwedischer Segler                                                                                             | 90    |       |
| 30. April | Oleksandr Kultschyzkyj                      | ukrainischer Psychologe, Soziologe und Philosoph                                                                | 85    |       |
| 30. April | Thomas McMillan                             | schottischer Politiker                                                                                          | 61    |       |
| 30. April | Luis Muñoz Marín                            | puerto-ricanischer Politiker, Gouverneur von Puerto Rico                                                        | 82    |       |
| 30. April | Hermann Stöbe                               | deutscher Rechtshistoriker und Genealoge                                                                        | 80    |       |
| 30. April | Kurt Stoph                                  | deutscher Politiker (SED), Staatssekretär und Präsident des Deutschen Fußball-Verbandes der DDR (DFV)           | 67    |       |

## Mai
| Tag     | Name                                        | Beruf, bekannt als                                                                                              | Alter | Beleg |
| ------- | ------------------------------------------- | --- | ----- | ----- |
| 1. Mai  | Carl Felkel                                 | österreichischer Maler und Illustrator                                                                          | 84    |       |
| 1. Mai  | Eugen Gürster                               | deutscher Dramaturg und Diplomat                                                                                | 84    |       |
| 1. Mai  | Daniel Lerner                               | US-amerikanischer Propagandaforscher                                                                            | 62    |       |
| 1. Mai  | Henry Levin                                 | US-amerikanischer Regisseur                                                                                     | 70    |       |
| 01. Mai | Willi Reich                                 | österreichisch-schweizerischer Musikwissenschaftler und Musikkritiker                                           | 81    |       |
| 1. Mai  | Bruce Small                                 | australischer Unternehmer und Politiker                                                                         | 84    |       |
| 2. Mai  | Théophile Alajouanine                       | französischer Psychiater, Altmeister der französischen Psychiatrie                                              | 89    |       |
| 2. Mai  | Mihkel Lepper                               | estländischer Stummfilmpionier                                                                                  | 80    |       |
| 2. Mai  | George Pal                                  | ungarisch-US-amerikanischer Filmregisseur und -produzent                                                        | 72    |       |
| 2. Mai  | Herbert Westmacott                          | britischer Soldat                                                                                               | 28    |       |
| 2. Mai  | Dora Zeitz                                  | deutsche Widerstandskämpferin gegen den Nationalsozialismus                                                     | 66    |       |
| 3. Mai  | Eugen Bertsch                               | deutscher Marathonläufer                                                                                        | 72    |       |
| 4. Mai  | John C. Bennett                             | US-amerikanischer Offizier, Generalmajor der US-Army                                                            | 56    |       |
| 4. Mai  | Siegfried Böhm                              | deutscher Politiker (SED), MdV, Minister der Finanzen                                                           | 51    |       |
| 4. Mai  | Maria Dehn-Misselhorn                       | deutsche Kunstmalerin und Grafikerin                                                                            | 71    |       |
| 4. Mai  | Joe Henderson                               | britischer Klavierspieler                                                                                       | 60    |       |
| 4. Mai  | Josip Broz Tito                             | jugoslawischer Politiker, Ministerpräsident und Staatspräsident Jugoslawiens                                    | 87    |       |
| 4. Mai  | Johann Wember                               | katholischer Vikar in Nord-Norwegen                                                                             | 79    |       |
| 4. Mai  | Marius Hansen                               | dänischer Turner                                                                                                | 89    |       |
| 5. Mai  | Paul Heckmann                               | deutscher Verwaltungsjurist                                                                                     | 71    |       |
| 6. Mai  | Klas Anshelm                                | schwedischer Architekt und Künstler                                                                             | 66    |       |
| 6. Mai  | María Luisa Bombal                          | chilenische Schriftstellerin                                                                                    | 69    |       |
| 6. Mai  | Lola Cornero                                | Stummfilmschauspielerin, Kabarettsängerin und Operettendiva                                                     | 88    |       |
| 6. Mai  | Amy Frank                                   | österreichisch-böhmisch-deutsche Schauspielerin                                                                 | 83    |       |
| 6. Mai  | Thea Frenssen                               | deutsche Eiskunstläuferin                                                                                       | 84    |       |
| 6. Mai  | Adolf Freund                                | Bauunternehmer und Abgeordneter                                                                                 | 87    |       |
| 6. Mai  | Jakob Käfferbitz                            | deutscher Verwaltungsjurist                                                                                     | 76    |       |
| 6. Mai  | Adele Kern                                  | deutsche Sängerin (Koloratursopran)                                                                             | 78    |       |
| 6. Mai  | Arthur Levitt senior                        | US-amerikanischer Jurist und Politiker                                                                          | 79    |       |
| 6. Mai  | Henning Müller                              | schwedischer Tennisspieler                                                                                      | 83    |       |
| 6. Mai  | Hans Schäfer                                | deutscher Jurist, Staatssekretär und Präsident des Bundesrechnungshofes                                         | 70    |       |
| 6. Mai  | Charlotte Witthauer                         | deutsche Schauspielerin                                                                                         | 64    |       |
| 7. Mai  | Margaret Cole                               | britische Sozialistin, Politikerin, Autorin und Dichterin                                                       | 87    |       |
| 7. Mai  | Wadym Homoljaka                             | ukrainischer Komponist, Musikpädagoge und Schauspieler                                                          | 65    |       |
| 7. Mai  | Adolf Katz                                  | deutscher Politiker (NSDAP), Jurist, Polizist, MdR und SS-Führer                                                | 81    |       |
| 7. Mai  | Aoua Kéita                                  | malische Schriftstellerin                                                                                       |       |       |
| 7. Mai  | Verena Martin                               | Schweizer Politikerin (FDP)                                                                                     | 57    |       |
| 8. Mai  | Dov Amir                                    | deutsch-israelischer Archivar                                                                                   | 67    |       |
| 8. Mai  | Jan Bělehrádek                              | tschechischer Arzt, Biologe, Professor, Dekan                                                                   | 83    |       |
| 8. Mai  | Sam Coon                                    | US-amerikanischer Politiker                                                                                     | 77    |       |
| 8. Mai  | Alfred Eckardt                              | deutscher Physiker                                                                                              | 76    |       |
| 8. Mai  | Higashiyama Chieko                          | japanische Schauspielerin                                                                                       | 89    |       |
| 8. Mai  | Laurence Lindo                              | jamaikanischer Diplomat                                                                                         | 68    |       |
| 8. Mai  | Ernst Lorenz                                | deutscher Gewerkschafter und Politiker (SPD), MdL                                                               | 79    |       |
| 8. Mai  | Norman Mingo                                | US-amerikanischer Illustrator                                                                                   | 84    |       |
| 8. Mai  | Perdigão Queiroga                           | portugiesischer Filmregisseur und -produzent                                                                    | 63    |       |
| 8. Mai  | Paul Ernst Reinhold Wassermann              | deutscher Volkswirtschaftler und Politiker (SAP)                                                                | 78    |       |
| 8. Mai  | James Webb                                  | schottischer Historiker und Kulturwissenschaftler                                                               | 34    |       |
| 9. Mai  | Joseph Breitbach                            | deutscher Schriftsteller, Publizist und Mäzen                                                                   | 76    |       |
| 9. Mai  | Willibald Quanz                             | deutscher Komponist                                                                                             | 75    |       |
| 10. Mai | Hans Bohn                                   | deutscher Typograf, Grafiker und Lehrer                                                                         | 88    |       |
| 10. Mai | Henri Crémieux                              | französischer Schauspieler                                                                                      | 83    |       |
| 10. Mai | Carl Doka                                   | Schweizer katholischer Publizist                                                                                | 84    |       |
| 10. Mai | Emiel Faingnaert                            | belgischer Radrennfahrer                                                                                        | 61    |       |
| 10. Mai | Fritz Felzmann                              | österreichischer Arzt, Schriftsteller und Musikwissenschaftler                                                  | 84    |       |
| 10. Mai | Kálmán Konrád                               | ungarischer Fußballspieler                                                                                      | 83    |       |
| 10. Mai | Reba Monness                                | amerikanische Tischtennisspielerin                                                                              | 69    |       |
| 10. Mai | Leslie Copus Peltier                        | US-amerikanischer Astronom                                                                                      | 80    |       |
| 10. Mai | Hans Rheinberger                            | liechtensteinischer Architekt und Denkmalschützer                                                               | 69    |       |
| 11. Mai | Wolfgang Bothe                              | deutscher Mann, Todesopfer an der innerdeutschen Grenze                                                         | 28    |       |
| 11. Mai | Wilhelm Kutter                              | deutscher Rundfunkjournalist und Fastnachtsforscher                                                             | 74    |       |
| 11. Mai | Kaarlo Mäkinen                              | finnischer Ringer und Olympiasieger                                                                             | 87    |       |
| 11. Mai | Emil Franz Josef Müller-Büchi               | Schweizer Publizistikwissenschaftler, Rechtshistoriker und Hochschullehrer                                      | 79    |       |
| 11. Mai | Gustav Müller                               | deutscher Schauspieler und Kabarettist                                                                          | 60    |       |
| 11. Mai | Dyre Vaa                                    | norwegischer Bildhauer, Maler und Zeichner                                                                      | 77    |       |
| 12. Mai | Albrecht Balzer                             | deutscher Volkswirt und Nationalökonom                                                                          | 80    |       |
| 12. Mai | Thomas Fodi                                 | deutscher Politiker                                                                                             | 58    |       |
| 12. Mai | Bette Nesmith Graham                        | US-amerikanische Unternehmerin                                                                                  | 56    |       |
| 12. Mai | Emmy Hiesleitner-Singer                     | österreichische Grafikerin und Malerin                                                                          | 95    |       |
| 12. Mai | Ulbo de Sitter                              | niederländischer Geologe                                                                                        | 78    |       |
| 13. Mai | Georgi Georgiew                             | bulgarischer Segelsportler und Hochseekapitän                                                                   | 49    |       |
| 13. Mai | Freeman Tilden                              | US-amerikanischer Schriftsteller und Journalist                                                                 | 96    |       |
| 13. Mai | Umbo                                        | deutscher Fotograf und Fotojournalist                                                                           | 78    |       |
| 13. Mai | Erich Zepler                                | deutsch-englischer Physiker und Schachkomponist                                                                 | 82    |       |
| 14. Mai | Heinrich Bergmann                           | deutscher Polizist und SS-Führer                                                                                | 77    |       |
| 14. Mai | Hans Drischel                               | deutscher Arzt, Physiologe und Biokybernetiker                                                                  | 64    |       |
| 14. Mai | Carl Ebert                                  | deutscher Schauspieler, Regisseur und Intendant                                                                 | 93    |       |
| 14. Mai | Fatmawati                                   | indonesische Nationalheldin, Ehefrau von Sukarno, dem ersten Präsidenten von Indonesien                         | 57    |       |
| 14. Mai | Hugh Griffith                               | britischer Schauspieler                                                                                         | 67    |       |
| 14. Mai | Kurt Nagel                                  | deutscher Verwaltungsjurist                                                                                     | 71    |       |
| 14. Mai | Xiro Papas                                  | italienischer Schauspieler und Filmproduzent                                                                    | 46    |       |
| 14. Mai | Sigrid Schultz                              | US-amerikanische Journalistin                                                                                   | 87    |       |
| 14. Mai | Wilhelm Weismann                            | deutscher Komponist und Musikwissenschaftler                                                                    | 79    |       |
| 14. Mai | Marie Zehetmaier                            | deutsche Friedensaktivistin                                                                                     | 98    |       |
| 15. Mai | Ludwig Binder                               | deutscher Fotojournalist                                                                                        | 51    |       |
| 15. Mai | Hans Dölle                                  | deutscher Rechtswissenschaftler und Hochschullehrer                                                             | 86    |       |
| 15. Mai | Jóhann Hafstein                             | isländischer Politiker                                                                                          | 64    |       |
| 15. Mai | Len Lye                                     | neuseeländischer Bildhauer, Künstler, Schriftsteller und Filmemacher                                            | 78    |       |
| 15. Mai | Umberto Scarpelli                           | italienischer Filmregisseur                                                                                     | 75    |       |
| 15. Mai | Gustav Wölfel                               | deutscher Politiker (CSU), MdL                                                                                  | 80    |       |
| 16. Mai | Heinrich Beerbom                            | deutscher Bürgermeister und Stadtdirektor                                                                       | 87    |       |
| 16. Mai | José Calvo                                  | spanischer Schauspieler                                                                                         | 64    |       |
| 16. Mai | Hermann Flade                               | deutscher Dissident in der DDR                                                                                  | 47    |       |
| 16. Mai | Hans Gerlach                                | deutscher Architekt, preußischer Baubeamter in Königsberg                                                       | 95    |       |
| 16. Mai | Izis                                        | litauisch-französischer Fotograf                                                                                | 69    |       |
| 16. Mai | Marin Preda                                 | rumänischer Schriftsteller                                                                                      | 57    |       |
| 16. Mai | Walther Schmieding                          | deutscher Kulturjournalist                                                                                      | 51    |       |
| 16. Mai | Reinhold Tüxen                              | deutscher Biologe, Botaniker und Pflanzensoziologe                                                              | 80    |       |
| 16. Mai | Hans Willenpart                             | österreichischer Bergsteiger                                                                                    | 52    |       |
| 17. Mai | Ernst Blum                                  | deutscher Fußballspieler                                                                                        | 76    |       |
| 17. Mai | Harold Joseph Connolly                      | kanadischer Journalist und 1954 liberaler Premierminister der Provinz Nova Scotia                               | 78    |       |
| 17. Mai | Amaury de Merode                            | belgischer Adliger und Präsident der FIA                                                                        | 77    |       |
| 17. Mai | Gündüz Kılıç                                | türkischer Fußballspieler und -trainer                                                                          | 62    |       |
| 17. Mai | Maria Kurenko                               | russische Opernsängerin (Sopran)                                                                                | 90    |       |
| 17. Mai | Roger Lalouette                             | französischer Botschafter                                                                                       | 75    |       |
| 17. Mai | Eugen Lecher                                | österreichischer Politiker, Landtagsabgeordneter zum Vorarlberger Landtag                                       | 85    |       |
| 17. Mai | Lippy Lipshitz                              | südafrikanischer Bildhauer, Maler, Kunstdozent und Grafiker                                                     | 77    |       |
| 17. Mai | Joop Lücker                                 | niederländischer Journalist und Chefredakteur                                                                   | 65    |       |
| 17. Mai | Thore Michelsen                             | norwegischer Ruderer                                                                                            | 92    |       |
| 17. Mai | Albert Mühlig-Hofmann                       | deutscher Politiker in der Zeit des Nationalsozialismus                                                         | 94    |       |
| 17. Mai | Ernst Wiemann                               | deutscher Opernsänger (Bass)                                                                                    | 60    |       |
| 18. Mai | Antoine Adam                                | französischer Romanist und Literarhistoriker                                                                    | 81    |       |
| 18. Mai | Horst Baader                                | deutscher Romanist                                                                                              | 49    |       |
| 18. Mai | Reid Blackburn                              | US-amerikanischer Fotograf                                                                                      | 27    |       |
| 18. Mai | Ian Curtis                                  | englischer Sänger und Gitarrist der Gruppe Joy Division                                                         | 23    |       |
| 18. Mai | Hans Detlev Henningsen                      | deutscher Maler                                                                                                 | 87    |       |
| 18. Mai | David A. Johnston                           | US-amerikanischer Vulkanologe                                                                                   | 30    |       |
| 18. Mai | Walter Kohut                                | österreichischer Schauspieler                                                                                   | 52    |       |
| 18. Mai | Robert Landsburg                            | US-amerikanischer Schauspieler                                                                                  | 48    |       |
| 18. Mai | Hellmuth Langenbucher                       | deutscher Literaturwissenschaftler                                                                              | 74    |       |
| 18. Mai | Alf Lindblad                                | finnischer Hindernisläufer                                                                                      | 66    |       |
| 18. Mai | Kalman Segal                                | polnisch-israelischer Schriftsteller, Dichter und Radiojournalist                                               | 62    |       |
| 18. Mai | Antonín Svoboda                             | tschechischer Computerpionier                                                                                   |       |       |
| 18. Mai | Harry R. Truman                             | US-amerikanischer Gasthausverwalter                                                                             | 83    |       |
| 18. Mai | Harriet Wegener                             | deutsche Autorin, Frauenrechtlerin und Politikerin, MdHB                                                        | 89    |       |
| 19. Mai | Hans Bode                                   | deutscher Trompeter und Hochschullehrer                                                                         | 85    |       |
| 19. Mai | Gertrud Callam                              | deutsche Opernsängerin                                                                                          | 88    |       |
| 19. Mai | Ragnar Gustavsson                           | schwedischer Fußballspieler                                                                                     | 72    |       |
| 19. Mai | Algirdas Matulionis                         | litauischer Forstwirt und Forstpolitiker                                                                        | 69    |       |
| 19. Mai | Ray Rennahan                                | US-amerikanischer Kameramann                                                                                    | 84    |       |
| 19. Mai | Karlheinz Spielmann                         | deutscher Jurist                                                                                                | 72    |       |
| 20. Mai | Marianne Britze                             | deutsche Malerin                                                                                                | 96    |       |
| 20. Mai | James W. Huffman                            | US-amerikanischer Politiker                                                                                     | 85    |       |
| 20. Mai | Hans Krainz                                 | Schweizer Gärtner und Kakteenspezialist                                                                         | 74    |       |
| 20. Mai | Arthur Pech                                 | deutscher Politiker (DBD), DBD-Landesvorsitzender Brandenburg                                                   | 68    |       |
| 20. Mai | Francesco Severi                            | italienischer Automobilrennfahrer                                                                               | 72    |       |
| 20. Mai | Sinaida Michailowna Tusnolobowa-Martschenko | sowjetische Sanitäterin                                                                                         | 59    |       |
| 21. Mai | Martin Heling                               | deutscher Landstallmeister                                                                                      | 90    |       |
| 21. Mai | Hiroshi Inagaki                             | japanischer Filmregisseur                                                                                       | 74    |       |
| 21. Mai | Ida Kamińska                                | polnisch-jüdische Schauspielerin                                                                                | 80    |       |
| 21. Mai | Vivian Langrish                             | englischer Pianist und Musikpädagoge                                                                            | 86    |       |
| 21. Mai | Ragimund Reimesch                           | österreichischer Zeichner, Maler, Fotojournalist und Grafiker                                                   | 77    |       |
| 21. Mai | Paul Zimmermann                             | deutscher Nationalsozialist und Beamter                                                                         | 84    |       |
| 22. Mai | Erich Dietz                                 | deutscher Politiker                                                                                             | 80    |       |
| 22. Mai | Ferdinand Fauland                           | österreichischer Schriftsteller, Lehrer, Volksschuldirektor, Offizier und Kommunalpolitiker                     | 86    |       |
| 22. Mai | Ítalo Fratezzi                              | brasilianischer Fußballspieler                                                                                  | 73    |       |
| 22. Mai | Hans Högn                                   | deutscher Optiker und Politiker (SPD), Oberbürgermeister von Hof an der Saale und Vizepräsident des Bayerisc... | 75    |       |
| 22. Mai | Elisabeth de Meuron                         | Schweizer Aristokratin, Berner Original                                                                         | 97    |       |
| 22. Mai | Emil Strodthoff                             | deutscher Politiker, MdL                                                                                        | 80    |       |
| 22. Mai | Leopold Thurner                             | österreichischer Politiker, Abgeordneter zum Nationalrat                                                        | 91    |       |
| 23. Mai | Ernst Storm                                 | deutscher Volkswirtschaftler und Hochschullehrer                                                                | 86    |       |
| 23. Mai | Frank Sundstrom                             | US-amerikanischer Politiker                                                                                     | 79    |       |
| 23. Mai | Donald D. Walsh                             | US-amerikanischer Didaktiker und Übersetzer, Romanist und Hispanist                                             | 76    |       |
| 23. Mai | Karl Wilker                                 | deutscher Reformpädagoge                                                                                        | 94    |       |
| 24. Mai | Jorge González Camarena                     | mexikanischer Maler und Bildhauer                                                                               | 72    |       |
| 24. Mai | Marie-Luise Leutrum zu Ertingen             | deutsche Landwirtin                                                                                             | 74    |       |
| 24. Mai | N. O. Scarpi                                | österreichisch-schweizerischer Übersetzer, Feuilletonist und Regisseur                                          | 92    |       |
| 25. Mai | Josef Giggenbach                            | deutscher Motorradrennfahrer                                                                                    | 74    |       |
| 25. Mai | Francisco Goyoaga                           | spanischer Springreiter                                                                                         | 60    |       |
| 25. Mai | Konrad Hecht                                | deutscher Bauforscher und Architekturhistoriker                                                                 | 61    |       |
| 25. Mai | Josef Mirschitzka                           | österreichischer Fußballspieler                                                                                 | 66    |       |
| 25. Mai | Herbert Nachbar                             | deutscher Schriftsteller (DDR)                                                                                  | 50    |       |
| 25. Mai | Klaus Samelson                              | deutscher Mathematiker, Physiker und Informatiker                                                               | 61    |       |
| 25. Mai | Marquard Slevogt                            | deutscher Eishockeyspieler                                                                                      | 71    |       |
| 26. Mai | Franz Bachelin                              | deutsch-französischer Filmarchitekt in Hollywood                                                                | 84    |       |
| 26. Mai | Johannes Bähr                               | protestantischer Geistlicher, langjähriger Pfarrer in Mutterstadt und in Mußbach                                | 77    |       |
| 26. Mai | Adolfo Costa du Rels                        | bolivianischer Schriftsteller und Politiker                                                                     | 88    |       |
| 26. Mai | Haldane Douglas                             | US-amerikanischer Artdirector und Szenenbildner                                                                 | 87    |       |
| 26. Mai | Theo Tupetz                                 | deutscher Studentenfunktionär und Sozialpolitiker                                                               | 56    |       |
| 27. Mai | Karaki Junzō                                | japanischer Literaturwissenschaftler                                                                            | 76    |       |
| 27. Mai | Leo de Laforgue                             | deutscher Filmregisseur, Drehbuchautor, Kameramann, Schnittleiter, Produzent und Produktionsleiter              | 78    |       |
| 27. Mai | Richard Oelze                               | deutscher Maler des Surrealismus                                                                                | 79    |       |
| 27. Mai | Achilles Reeg                               | deutscher Leichtathlet                                                                                          | 81    |       |
| 27. Mai | Eberhard Roßdeutscher                       | deutscher Bildhauer, Steinmetz und Steinbildhauer                                                               | 59    |       |
| 27. Mai | Peter Alfons Steiniger                      | deutscher Schriftsteller, Jurist, Hochschullehrer und Verfassungsrechtler                                       | 75    |       |
| 28. Mai | Josef Berolzheimer                          | deutschamerikanischer Ökonom                                                                                    | 79    |       |
| 28. Mai | Erna Fassbinder                             | deutsche Schauspielerin und Hörspielsprecherin                                                                  | 82    |       |
| 28. Mai | Rolf Nevanlinna                             | finnischer Mathematiker                                                                                         | 84    |       |
| 28. Mai | Miroslav Šašek                              | tschechoslowakischer Kinderbuchautor                                                                            | 63    |       |
| 28. Mai | Hermann Schneider                           | deutscher Politiker (BCSV, CDU), MdL                                                                            | 83    |       |
| 28. Mai | Frederic H. Smith, Jr.                      | US-amerikanischer General der US Air Force                                                                      | 71    |       |
| 29. Mai | Albert Beckaert                             | belgischer Radrennfahrer                                                                                        | 69    |       |
| 29. Mai | Alexander Haas                              | deutscher Kaufmann                                                                                              | 74    |       |
| 29. Mai | Richard Konetzke                            | deutscher Historiker                                                                                            | 83    |       |
| 29. Mai | Johann Wempe                                | deutscher Astronom                                                                                              | 73    |       |
| 30. Mai | Franz Heidler                               | deutscher Heimatforscher und Schriftsteller sowie Volksliedsänger und -sammler                                  | 82    |       |
| 30. Mai | Arthur Marchet                              | österreichischer Petrologe und Hochschullehrer                                                                  | 87    |       |
| 30. Mai | Carl Radle                                  | US-amerikanischer Bassist                                                                                       | 37    |       |
| 30. Mai | Raoul Streiff                               | französischer Händler und Politiker                                                                             | 70    |       |
| 30. Mai | Irmgart Wessel-Zumloh                       | deutsche Malerin und Grafikerin                                                                                 | 72    |       |
| 31. Mai | Sonny Burke                                 | amerikanischer Jazz-Bandleader und Komponist                                                                    | 66    |       |
| 31. Mai | Erich Musselmann                            | deutscher Landwirt, Bauernfunktionär und Senator (Bayern)                                                       | 68    |       |
| 31. Mai | Günter Scheibe                              | deutscher Chemiker                                                                                              | 86    |       |
| Mai     | Alfred Victor Berger-Voesendorf             | austroamerikanischer Ökonom                                                                                     | 79    |       |
| Mai     | Jimmy Voytek                                | US-amerikanischer Country- und Rockabilly-Musiker                                                               | 42    |       |

## Juni
| Tag      | Name                                           | Beruf, bekannt als                                                                                              | Alter | Beleg |
| -------- | ---------------------------------------------- | --- | ----- | ----- |
| 1. Juni  | Luther E. Barnhardt                            | US-amerikanischer Politiker                                                                                     | 76    |       |
| 1. Juni  | Ernst Metz                                     | deutscher Generalmjajor des Heeres der Bundeswehr                                                               | 63    |       |
| 1. Juni  | Arthur C. Nielsen                              | US-amerikanischer Marketingforscher                                                                             | 82    |       |
| 1. Juni  | Antonio Rodio                                  | argentinischer Geiger, Bandleader und Tangokomponist italienischer Herkunft                                     | 76    |       |
| 2. Juni  | Ferdinand Hüdepohl                             | deutscher Urologe, Chirurg und Chefarzt                                                                         | 78    |       |
| 2. Juni  | Vasja Pirc                                     | jugoslawischer Schachspieler                                                                                    | 72    |       |
| 2. Juni  | Joseph Samachson                               | US-amerikanischer Biochemiker und Comicautor                                                                    | 73    |       |
| 3. Juni  | Naum Iljitsch Achijeser                        | sowjetischer Mathematiker                                                                                       | 79    |       |
| 3. Juni  | Fred Beir                                      | US-amerikanischer Schauspieler                                                                                  | 52    |       |
| 3. Juni  | Johannes Schulze                               | deutscher evangelisch-lutherischer Theologe                                                                     | 79    |       |
| 4. Juni  | Arnold Gartmann                                | Schweizer Bobfahrer                                                                                             | 75    |       |
| 4. Juni  | Leopold Kielholz                               | Schweizer Fußballspieler                                                                                        | 68    |       |
| 5. Juni  | Giorgio Amendola                               | italienischer Politiker und Schriftsteller                                                                      | 72    |       |
| 5. Juni  | Margret Dünser                                 | österreichische Journalistin                                                                                    | 53    |       |
| 5. Juni  | Gerd Krüssmann                                 | deutscher Dendrologe, Gartenbaulehrer und Autor vieler Fachbücher                                               | 70    |       |
| 5. Juni  | Lauritz Lauritzen                              | deutscher Politiker (SPD), MdL, MdB                                                                             | 70    |       |
| 5. Juni  | Rudolf Nemetschke                              | österreichischer Industrieller und Sportfunktionär                                                              | 78    |       |
| 5. Juni  | William Seagrove                               | britischer Mittel- und Langstreckenläufer                                                                       | 81    |       |
| 5. Juni  | Karl Waldbrunner                               | österreichischer Politiker                                                                                      | 73    |       |
| 5. Juni  | Heinz Wieland                                  | deutscher Politiker (KPD/SED)                                                                                   | 72    |       |
| 5. Juni  | Wolfgang Zarnack                               | deutscher Jurist und SA-Führer                                                                                  | 77    |       |
| 6. Juni  | Ruth Hughes Aarons                             | amerikanische Tischtennisspielerin                                                                              | 61    |       |
| 6. Juni  | Hubert Dellwing                                | deutscher Politiker (SPD), MdL                                                                                  | 61    |       |
| 6. Juni  | Kurt Moosdorf                                  | deutscher Politiker (SPD), Landrat des Landkreises Büdingen, Gründungsmitglied und Präsident des Hessischen ... | 70    |       |
| 7. Juni  | Elizabeth Craig                                | schottische Köchin und Journalistin                                                                             | 97    |       |
| 7. Juni  | Philip Guston                                  | US-amerikanischer Maler                                                                                         | 66    |       |
| 7. Juni  | Gustav Hentschel                               | US-amerikanischer Radrennfahrer                                                                                 | 83    |       |
| 7. Juni  | Henry Miller                                   | US-amerikanischer Schriftsteller und Maler                                                                      | 88    |       |
| 7. Juni  | Adalgisa Nery                                  | brasilianische Schriftstellerin, Journalistin und Politikerin                                                   | 75    |       |
| 7. Juni  | Tom Pickett                                    | US-amerikanischer Politiker                                                                                     | 73    |       |
| 7. Juni  | Marian Spychalski                              | polnischer Politiker                                                                                            | 73    |       |
| 8. Juni  | Guus Albregts                                  | niederländischer Ökonom und Politiker (KVP)                                                                     | 79    |       |
| 8. Juni  | Walter Betzendahl                              | deutscher Psychiater, Neurologe und Hochschullehrer                                                             | 83    |       |
| 8. Juni  | Alfredo Brilhante da Costa                     | brasilianischer Fußballspieler                                                                                  | 75    |       |
| 8. Juni  | Ernst Busch                                    | deutscher Sänger, Schauspieler und Regisseur                                                                    | 80    |       |
| 8. Juni  | Jakob Dobler                                   | deutscher Landwirt                                                                                              | 94    |       |
| 8. Juni  | Jenő Gaál                                      | ungarischer Komponist                                                                                           | 79    |       |
| 8. Juni  | Greta Schröder                                 | deutsche Stummfilm- und Theaterschauspielerin                                                                   | 87    |       |
| 9. Juni  | Johannes Bettray                               | deutscher Theologe und Steyler Missionar                                                                        | 60    |       |
| 9. Juni  | Miguel Capuccini                               | uruguayischer Fußballspieler                                                                                    | 76    |       |
| 9. Juni  | Siegrid Hackenberg                             | deutsche Schauspielerin und Kabarettistin                                                                       | 44    |       |
| 9. Juni  | Hugo Hauser                                    | deutscher Politiker, MdB                                                                                        | 68    |       |
| 9. Juni  | Leander Kröber                                 | deutscher kommunistischer Widerstandskämpfer, politischer KZ-Häftling und Mitarbeiter des MfS                   | 77    |       |
| 10. Juni | Walter Bach                                    | österreichischer Schauspieler                                                                                   | 79    |       |
| 10. Juni | Hans-Dietrich von Diepenbroick-Grueter         | deutscher Antiquar und Sammler von Porträts                                                                     | 77    |       |
| 10. Juni | Franz Gog                                      | deutscher Jurist, Politiker, MdL                                                                                | 73    |       |
| 10. Juni | Bodo Heyne                                     | deutscher evangelischer Geistlicher in Bremen                                                                   | 86    |       |
| 10. Juni | Gerhard Jacobi                                 | deutscher Brigadegeneral                                                                                        | 66    |       |
| 10. Juni | Albert Pürsten                                 | deutscher Politiker, MdL                                                                                        | 57    |       |
| 10. Juni | Curt Wessig                                    | deutscher Strafverteidiger                                                                                      | 83    |       |
| 11. Juni | Wolfgang Ehrl                                  | deutscher Ringer                                                                                                | 68    |       |
| 11. Juni | Frank Murphy                                   | US-amerikanischer Stabhochspringer                                                                              | 90    |       |
| 11. Juni | Ángel Sanz Briz                                | spanischer Diplomat                                                                                             | 69    |       |
| 11. Juni | Bolesław Woytowicz                             | polnischer Komponist, Pianist und Musikpädagoge                                                                 | 80    |       |
| 12. Juni | Gerónimo Arnedo Álvarez                        | argentinischer Politiker                                                                                        | 82    |       |
| 12. Juni | Josef Knecht                                   | deutscher Verleger                                                                                              | 82    |       |
| 12. Juni | Stu Martin                                     | amerikanischer Jazzschlagzeuger                                                                                 | 42    |       |
| 12. Juni | Ōhira Masayoshi                                | japanischer Politiker, 68. und 69. Premierminister von Japan                                                    | 70    |       |
| 12. Juni | Egon Pearson                                   | britischer Statistiker                                                                                          | 84    |       |
| 12. Juni | Hans O. Peters                                 | deutschamerikanischer Architekt und Filmarchitekt                                                               | 86    |       |
| 12. Juni | Jean Sprenger                                  | deutscher Bildhauer                                                                                             | 67    |       |
| 12. Juni | Milburn Stone                                  | US-amerikanischer Schauspieler                                                                                  | 75    |       |
| 13. Juni | Herbert Lee                                    | britischer Radrennfahrer                                                                                        | 93    |       |
| 13. Juni | Ludwig Raiser                                  | deutscher Jurist, Professor für Bürgerliches, Handels- und Wirtschaftsrecht                                     | 75    |       |
| 13. Juni | Walter Rodney                                  | guyanischer Historiker und Politiker                                                                            | 38    |       |
| 13. Juni | Paul A. Smith                                  | US-amerikanischer Mathematiker                                                                                  | 80    |       |
| 13. Juni | Erna Stahl                                     | deutsche Pädagogin und Widerstandskämpferin gegen den Nationalsozialismus                                       | 80    |       |
| 13. Juni | Kurt Wendler                                   | deutscher Grafiker, Maler und Fotograf                                                                          | 86    |       |
| 14. Juni | Herman Autrey                                  | US-amerikanischer Jazztrompeter                                                                                 | 75    |       |
| 15. Juni | Lettie Annie Allen                             | neuseeländische Politikerin und Aktivistin                                                                      | 78    |       |
| 15. Juni | Fred Bohanan                                   | US-amerikanischer Filmeditor                                                                                    | 72    |       |
| 15. Juni | Leon Hardy Canfield                            | US-amerikanischer Historiker und Pädagoge                                                                       | 93    |       |
| 15. Juni | Sergio Pignedoli                               | italienischer Geistlicher, Kardinal der römisch-katholischen Kirche                                             | 70    |       |
| 16. Juni | Heinz Drewes                                   | deutscher Dirigent und Kulturfunktionär                                                                         | 76    |       |
| 16. Juni | August Eichhorn                                | deutscher Musiker (Cellist)                                                                                     | 80    |       |
| 16. Juni | Benoît Faure                                   | französischer Radrennfahrer                                                                                     | 81    |       |
| 16. Juni | Max Freund                                     | US-amerikanischer Germanist und Hochschullehrer deutscher Herkunft                                              | 101   |       |
| 16. Juni | Fritz Huth                                     | deutscher Hornist                                                                                               | 71    |       |
| 16. Juni | Karl Köglsperger                               | deutscher Politiker (SPD), MdL                                                                                  | 80    |       |
| 16. Juni | Bob Nolan                                      | kanadischer Sänger, Gründungsmitglied der Sons Of The Pioneers                                                  | 72    |       |
| 16. Juni | Nina Staude                                    | russische bzw. sowjetische Astronomin                                                                           |       |       |
| 16. Juni | Jacob Talmon                                   | polnischer jüdisch-orthodoxer Professor für zeitgenössische Geschichte an der Universität von Jerusalem         | 64    |       |
| 17. Juni | František Antonín Bernard                      | tschechoslowakischer Jagdflieger                                                                                | 65    |       |
| 17. Juni | Eduard Büchsel                                 | deutscher Organist und Kantor und Kirchenmusikdirektor                                                          | 63    |       |
| 18. Juni | Henry Aurand                                   | US-amerikanischer Generalleutnant                                                                               | 86    |       |
| 18. Juni | Jochen Blume                                   | deutscher Schauspieler                                                                                          | 70    |       |
| 18. Juni | John K. Boles                                  | US-amerikanischer Generalmajor                                                                                  | 63    |       |
| 18. Juni | Zoltán Farkas                                  | ungarischer Filmeditor und Filmregisseur                                                                        | 66    |       |
| 18. Juni | Terence Fisher                                 | britischer Regisseur und Filmeditor                                                                             | 76    |       |
| 18. Juni | Robert Hoernschemeyer                          | US-amerikanischer American-Football-Spieler                                                                     | 54    |       |
| 18. Juni | Jean Humbert                                   | französischer Gräzist und Neogräzist                                                                            | 78    |       |
| 18. Juni | Kazimierz Kuratowski                           | polnischer Mathematiker                                                                                         | 84    |       |
| 18. Juni | André Leducq                                   | französischer Radrennfahrer                                                                                     | 76    |       |
| 19. Juni | Torcuato Fernández-Miranda                     | spanischer Politiker und Ministerpräsident                                                                      | 64    |       |
| 19. Juni | Georges Hugon                                  | französischer Komponist                                                                                         | 75    |       |
| 19. Juni | Jijé                                           | belgischer Comiczeichner                                                                                        | 66    |       |
| 19. Juni | Max Rölz                                       | deutscher Politiker (KPD, SED) und Gewerkschafter                                                               | 82    |       |
| 19. Juni | Max Treu                                       | deutschbaltischer Klassischer Philologe                                                                         | 72    |       |
| 20. Juni | Kurt Mühlhardt                                 | deutscher Sänger und Schauspieler                                                                               | 76    |       |
| 20. Juni | Allan Pettersson                               | schwedischer Komponist und Bratschist                                                                           | 68    |       |
| 21. Juni | Peter René Oscar Bally                         | Schweizer Botaniker, Taxonom, Chemiker und Entdeckungsreisender                                                 | 85    |       |
| 21. Juni | Fritz Best                                     | deutscher Maler und Bildhauer                                                                                   | 86    |       |
| 21. Juni | Günther Förster                                | deutscher Verwaltungsjurist                                                                                     | 63    |       |
| 21. Juni | Ifigênio de Freitas Bahiense                   | brasilianischer Fußballspieler und -trainer                                                                     | 61    |       |
| 21. Juni | Bert Kaempfert                                 | deutscher Orchesterleiter, Arrangeur und Komponist                                                              | 56    |       |
| 21. Juni | Folke Nilsson                                  | schwedischer Radrennfahrer                                                                                      | 72    |       |
| 21. Juni | Oswald Pickel                                  | österreichisch-deutsch-italienischer Maler                                                                      | 84    |       |
| 21. Juni | Emanuel Rambour                                | deutscher Violinist und Orchesterleiter                                                                         | 72    |       |
| 21. Juni | William Albert Hugh Rushton                    | britischer Physiologe                                                                                           | 78    |       |
| 22. Juni | Wilhelm Ebel                                   | deutscher Historiker                                                                                            | 72    |       |
| 22. Juni | Adriano Foscari                                | italienischer Marineoffizier                                                                                    | 76    |       |
| 22. Juni | Irmgard Fuest                                  | deutsche Politikerin (CVP, CSU, CDU), MdL                                                                       | 76    |       |
| 22. Juni | Werner Küppers                                 | alt-katholischer Theologe                                                                                       | 74    |       |
| 22. Juni | Alfred Schüler                                 | römisch-katholischer Geistlicher                                                                                | 82    |       |
| 22. Juni | Woldemar Voigt                                 | deutscher Flugzeugbau-Ingenieur                                                                                 | 73    |       |
| 23. Juni | Wadim Lwowitsch Beresinski                     | ukrainisch-sowjetischer Physiker                                                                                | 44    |       |
| 23. Juni | Sanjay Gandhi                                  | indischer Politiker, Sohn von Feroze und Indira Gandhi                                                          | 33    |       |
| 23. Juni | John Laurie                                    | schottischer Schauspieler                                                                                       | 83    |       |
| 23. Juni | Clyfford Still                                 | US-amerikanischer Maler                                                                                         | 75    |       |
| 23. Juni | Odile Versois                                  | französische Schauspielerin                                                                                     | 50    |       |
| 23. Juni | Eugène Verpault                                | französischer Automobilrennfahrer                                                                               | 94    |       |
| 24. Juni | V. V. Giri                                     | indischer Politiker und Präsident der Republik Indien (1969–1974)                                               | 85    |       |
| 24. Juni | Hayakawa Tokuji                                | japanischer Unternehmer                                                                                         | 86    |       |
| 24. Juni | Boris Kaufman                                  | US-amerikanischer Kameramann                                                                                    | 73    |       |
| 24. Juni | Doreen Potter                                  | jamaikanische Geigerin und Komponistin                                                                          |       |       |
| 25. Juni | Hans Biller                                    | deutscher Unternehmer                                                                                           | 81    |       |
| 25. Juni | Esther Cleveland Bosanquet                     | US-amerikanische Frau, die bislang als einziges Kind im Weißen Haus geboren wurde                               | 86    |       |
| 25. Juni | Pierre Courcelle                               | französischer Philosophiehistoriker                                                                             | 68    |       |
| 25. Juni | Stanley F. Donath                              | österreichisch-US-amerikanischer Schriftsteller und Dramaturg                                                   | 74    |       |
| 25. Juni | Heinz Krüger                                   | deutscher Fotograf und Bildreporter                                                                             | 60    |       |
| 25. Juni | Herbert Kühn                                   | deutscher Prähistoriker                                                                                         | 85    |       |
| 25. Juni | Dora Wenneker-Iven                             | Blankeneser Fabrikantentochter, Landschaftsmalerin und Mäzenin                                                  | 90    |       |
| 26. Juni | Walter Dornberger                              | deutscher Ingenieur und Chef des deutschen Raketenwaffen-Programms                                              | 84    |       |
| 26. Juni | Akiwa Gowrin                                   | israelischer Politiker                                                                                          | 77    |       |
| 26. Juni | Robert Grassin                                 | französischer Radrennfahrer                                                                                     | 81    |       |
| 26. Juni | Fritz Heidegger                                | deutscher Autor                                                                                                 | 86    |       |
| 26. Juni | K-Ximbinho                                     | brasilianischer Klarinettist, Komponist und Arrangeur                                                           | 63    |       |
| 27. Juni | Felix Albrecht                                 | deutscher Maler, Plakatkünstler, Illustrator und Schriftsteller                                                 | 79    |       |
| 27. Juni | Barney Bigard                                  | US-amerikanischer Klarinettist                                                                                  | 74    |       |
| 27. Juni | Carey McWilliams                               | US-amerikanischer Journalist, Herausgeber und Rechtsanwalt                                                      | 74    |       |
| 27. Juni | Anton Recknagel                                | deutscher Architekt der Postbauschule                                                                           | 74    |       |
| 27. Juni | Eberhard Westerkamp                            | deutscher Jurist, Staatssekretär und Funktionär des Roten Kreuzes                                               | 76    |       |
| 28. Juni | Helen Gahagan                                  | US-amerikanische Schauspielerin und Politikerin                                                                 | 79    |       |
| 28. Juni | Harold Gleason                                 | US-amerikanischer Organist und Musikpädagoge                                                                    | 88    |       |
| 28. Juni | Irino Yoshirō                                  | japanischer Komponist                                                                                           | 58    |       |
| 28. Juni | José Iturbi                                    | spanischer Dirigent, Komponist, Pianist, Musikpädagoge und Schauspieler                                         | 84    |       |
| 28. Juni | Willy Könen                                    | deutscher Politiker (SPD), MdB                                                                                  | 72    |       |
| 28. Juni | Keijo Liinamaa                                 | finnischer Politiker                                                                                            | 51    |       |
| 28. Juni | Henri Milloux                                  | französischer Mathematiker                                                                                      | 82    |       |
| 29. Juni | Jorge Basadre Grohmann                         | peruanischer Historiker                                                                                         | 77    |       |
| 29. Juni | Alphonse Roggo                                 | Schweizer Politiker und Staatsrat des Kantons Freiburg                                                          | 82    |       |
| 29. Juni | Vera Schwarz                                   | deutsche Cembalistin und Musikforscherin                                                                        | 51    |       |
| 30. Juni | Nikolai Iwanowitsch Birjukow (Generalleutnant) | sowjetischer Generalleutnant                                                                                    | 78    |       |
| 30. Juni | Phil Griggs                                    | englischer Fußballspieler                                                                                       | 62    |       |
| 30. Juni | Franz Xaver von Hornstein                      | Schweizer Geistlicher, Pastoraltheologe und Hochschullehrer                                                     | 88    |       |
| 30. Juni | Armin Kaufmann                                 | österreichischer Komponist und Violinist                                                                        | 77    |       |
| 30. Juni | Franz Josef Naumann                            | österreichischer Politiker (CS, ÖVP), Landtagsabgeordneter von Vorarlberg                                       | 75    |       |
| 30. Juni | Galina Iossifowna Serebrjakowa                 | sowjetische Schriftstellerin                                                                                    | 74    |       |
| 30. Juni | Walter Zimmermann                              | deutscher Biologe und Botaniker                                                                                 | 88    |       |
| Juni     | Wilf Copping                                   | englischer Fußballspieler                                                                                       | 70    |       |
| Juni     | Roger Duvoisin                                 | schweizerisch-amerikanischer Bilderbuchautor                                                                    | 79    |       |
| Juni     | Alice Friedmann                                | österreichisch-amerikanische Psychologin                                                                        | 83    |       |
| Juni     | Lorenz Lotmar                                  | Schweizer Schriftsteller                                                                                        |       |       |